# Susan Gubar
Susan D. Gubar (nacida en 1944) es una profesora destacada de inglés y de estudios sobre la mujer. Se ha desempeñado como profesora en la Universidad de Indiana durante más de veinte años. Es la coautora, junto a Sandra Gilbert, del innovador libro feminista The Madwoman in the Attic (1979), entre otras obras.

## Colaboración con Sandra Gilbert
Gubar y Gilbert se conocieron en 1973, cuando ambas eran profesoras en la Universidad de Indiana. Colaboraron durante un tiempo en un curso sobre literatura femenina, en donde planearon el manuscrito de Madwoman in the Attic. Continuaron desempeñándose como escritoras y editoras, recibiendo varios premios y distinciones como equipo. Principalmente, fueron elegidas "Mujeres del Año" en 1986 por su trabajo en The Norton Anthology of Literature by Women: The Traditions in English.
Debido a su éxito trabajando en conjunto, Gilbert y Gubar son, a menudo, citadas juntas en los campos de las críticas a la literatura feminista y a la teoría feminista.

## Obras como crítica

### Coescritos con Sandra Gilbert
- A Guide to The Norton Anthology of Literature by Women: The Tradition in English (W.W. Norton, 1985; segunda edición, 1996)
- The War of the Words, Volume I of No Man's Land: The Place of the Woman Writer in the Twentieth Century (Universidad de Yale, 1988)
- Sexchanges, Volume II of No Man's Land: The Place of the Woman Writer in the Twentieth Century (Yale University Press, 1989)
- Letters from the Front, Volume III of No Man's Land: The Place of the Woman Writer in the Twentieth Century (Yale University Press, 1994)
- Masterpiece Theatre: An Academic Melodrama (Rutgers University Press, 1995)